# 마크 큐번
마크 큐반(영어: Mark Cuban, 1958년 7월 31일 ~ )은 미국의 기업인이다. 피츠버그에서 태어났다. 미국 프로 농구 NBA 댈러스 매버릭스의 구단주이기도 하다.

## 생애
큐번은 펜실베이니아주 피츠버그에서 태어났는데 마운트 레바논 외곽의 부유한 지역에서 자랐다.

## 경력
1983년 컴퓨터 컨설팅 회사 MicroSolutions를 창업하였으며, 8년 만에 매출 3000만 달러를 기록하는 대기업으로 성장하고 1990년 CompuServe에 매각으로 막대한 부를 얻었다. 그 이익을 바탕으로 대학 동창인 토드 와그너와 함께 인터넷 라디오 회사 Audionet (Broadcast.com) 사를 1995년 설립하였고, 1999년 1억 달러의 수입을 올려 같은 해 7월 Yahoo!에 매각하였다. 그로 인해 59억 달러 상당의 Yahoo! 주식 중 10억 달러 이상을 현금화한다. 2000년 와그너와 함께 2929 엔터테인먼트를 설립하였다. 2001년 9월 필립 가빈과 함께 케이블 TV와 위성 방송을 통해 고선명 텔레비전 (HDTV) 방송국인 HDNet를 설립하였다. 2008년 11월 17일, 2004년 6월 자신이 대주주였던 Mamma.com Inc가 신주를 발행하는 것을 알고 공표 전에 모든 보유한 주식을 매각함으로써 주가 하락에 따른 약 75만 달러 이상 손실을 보자, 내부자 거래 혐의로 증권 거래위원회 (SEC)에 민사 소송을 제기했다.